# یان شمید
یان شمید (انگلیسی: Jan Schmid؛ زادهٔ ۲۴ نوامبر ۱۹۸۳) اسکی‌باز پرش اهل نروژ است.